# Ma'agar Šikma
Ma'agar Šikma (hebrejsky מאגר שקמה, doslova Nádrž Šikma) je umělá vodní nádrž v Izraeli. Nachází se v písečných dunách v nadmořské výšce cca 10 metrů při ústí vádí Nachal Šikma do Středozemního moře, jižně od vesnice Zikim a cca 10 kilometrů jihozápadně od města Aškelon.
Zřídila ji státní vodárenská společnost Mekorot v roce 1958. Shromažďuje přebytky vody z celého povodí Nachal Šikma, jež dosahuje plochy 750 čtverečních kilometrů a které má roční průměrné srážky cca 450 mm (ovšem s velkými výkyvy mezi zimní a letní sezónou). Nádrž má kapacitu 6 miliónů kubických metrů vody (původně byla jen 3 milióny ale postupně došlo k rozšíření její kapacity). Prosakuje odtud do písečného podloží (až 3 milióny kubíků ročně) a zlepšuje tak kvalitu podzemní vody. Délka hráze dosahuje 1 kilometr. Uprostřed je betonový přepad, který umožňuje automatický odtok přebytečné vody. V okolí nádrže žije populace ptáků a další drobné fauny.